# Diego Gómez de Lamadrid
Diego Gómez de Lamadrid, O.SS.T. (1529 - 15 de agosto de 1601) foi um prelado católico romano que serviu como arcebispo de Badajoz (1578–1601) e depois como segundo arcebispo de Lima (1577–1578).

## Biografia
Diego Gómez de Lamadrid nasceu em Potes, Espanha, e foi ordenado sacerdote na então Ordem Trinitária. A 27 de março de 1577, o Papa Gregório XIII nomeou-o segundo Arcebispo de Lima substituindo Jerónimo de Loayza. A 13 de junho de 1578, o Papa Gregório XIII nomeou-o Arcebispo (título pessoal) da então Diocese de Badajoz onde serviu até à sua morte a15 de agosto de 1601.